# Mar Argentina

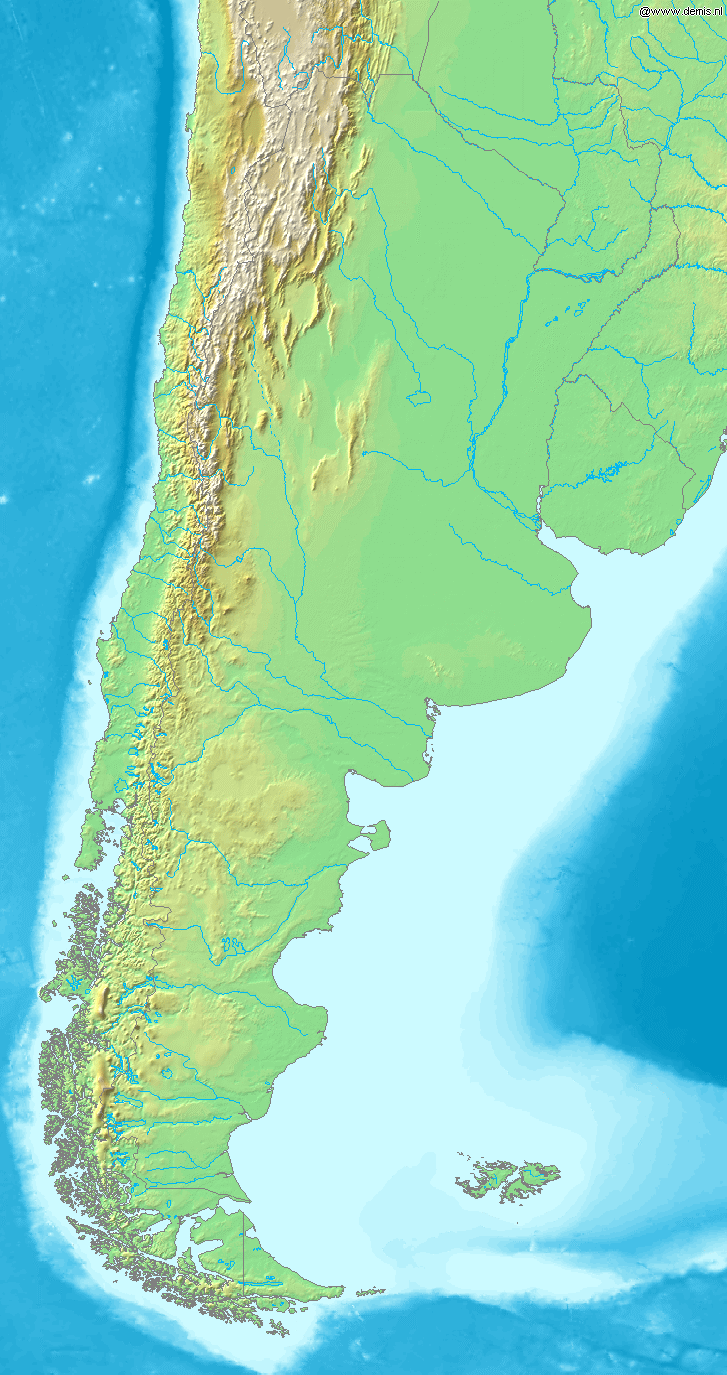
Situació de la mar Argentina, a l'est de l'extrem meridional de l'Amèrica del Sud, en color blau clar

La mar Argentina, o el mar Argentí (en espanyol mar Argentino), és la mar que ocupa la plataforma continental adjacent a la costa de l'Argentina. Aquest terme geogràfic sovint va lligat a la reclamació argentina de les illes Malvines i de la península Antàrtica.
Situat a la part sud de l'oceà Atlàntic, s'estén aproximadament des de la latitud de Montevideo (Uruguai), a l'estuari del riu de la Plata, fins a la Terra del Foc, i a uns 800 km al nord de l'Antàrtida, continent del qual està separat per la mar de Scotia. Té una superfície d'un milió de quilòmetres quadrats, cosa que fa que sigui un dels mars més extensos del món.
La mar Argentina es va eixamplant progressivament de nord a sud, en contrast amb la massa continental sud-americana, que cada vegada es va fent més estreta. La plataforma marina té una sèrie d'altiplans que van davallant cap a l'est en forma de grans terrasses o graons. A causa d'aquests altiplans esglaonats, la mar Argentina és similar morfològicament a la Patagònia de més enllà dels Andes.
Les illes Malvines, actualment possessió britànica, també estan situades dins la plataforma de la mar Argentina.